# Kapudán pasa

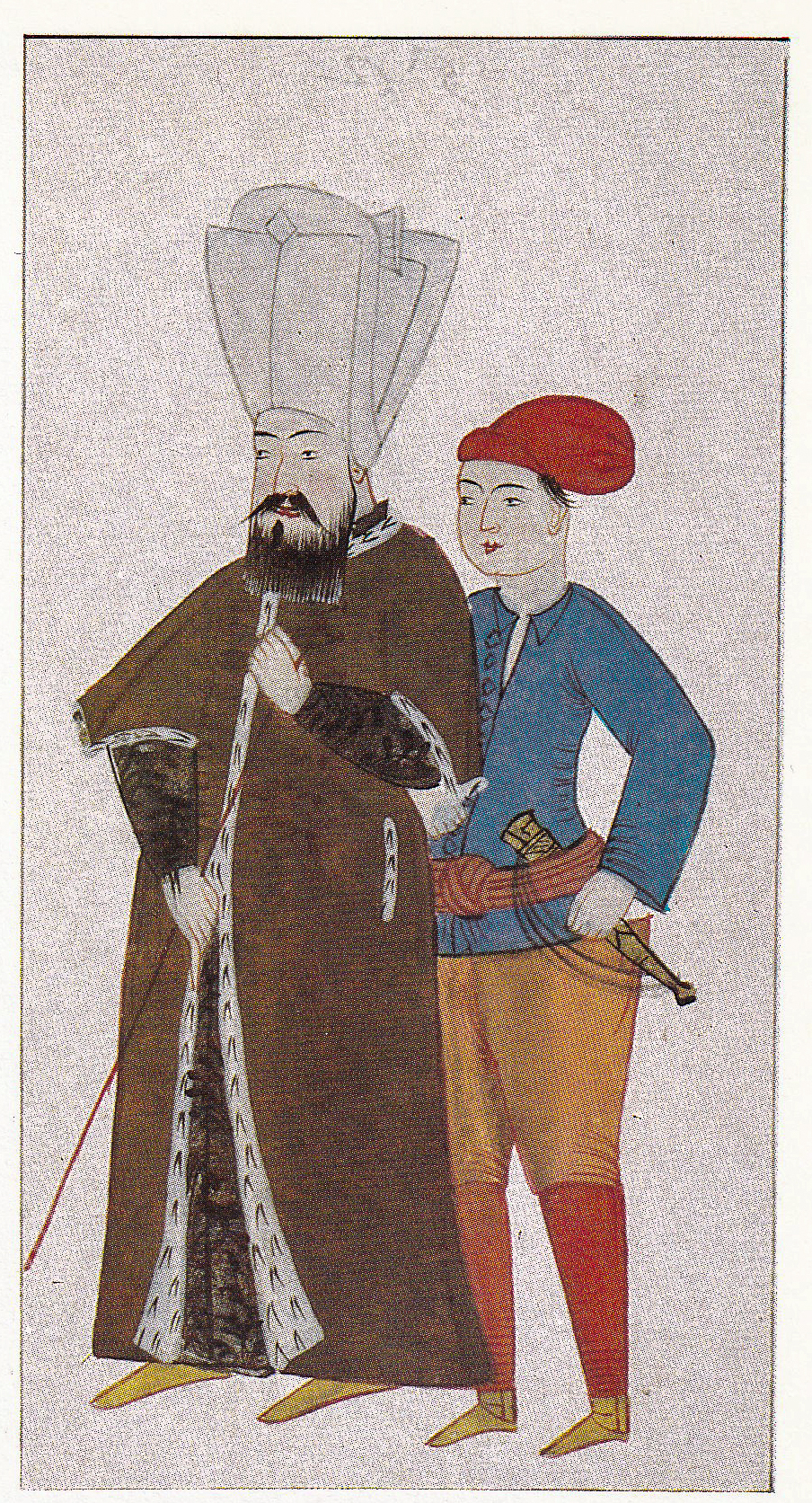
Kapudán pasa és egy aszab

A kapudán pasa az Oszmán Birodalom haditengerészetének főparancsnoka volt. A szó az olasz capitan-ból származik, és pusztán a kapudán egy-egy hadihajó parancsnoka volt.

## Története
Régebben az Oszmán Birodalom hajóhadainak parancsnoka Gallipoli szandzsákbégje volt. 
1494-ben II. Bajazid oszmán szultán Kemál reisz kalózt nevezte ki a kapudán pasai posztra. Szulejmán alatt 1533-ban Hajreddin pasa, az oszmán flotta európai szintre emelője lett először két lófarkas pasa, majd 1566-ban a horvát származású Piali pasa három lófarkas vezéri rangra emeltetett. 1571. október 7-én az oszmán flotta Lepantónál vereséget szenvedett a Don Juan de Austria által vezetett egyesült spanyol–velencei hajóhadtól, a csatában életét vesztette a Müezzinzáde Ali kapudán pasa is. Az Oszmán Birodalom 1690–91-es balkáni hadjáratai során a dunai oszmán flottát Mezzomorte Hüszejn kapudán pasa vezette.
Később a báhrije náziri arabos szóösszetételt használták helyette.  
A kapudán pasának is volt külön dívánja, mint a többi országnagynak.

## Kapcsolódó szócikk
- Szultáni szeráj